# Liste des cantons français en Pays de la Loire depuis 2015
Cet article présente et répertorie la liste des 107 cantons de la région Pays de la Loire.

## Loire-Atlantique (44) - 31 cantons
| Nom                          | Bureau centralisateur        | Communes                       | Communes |
| ---------------------------- | ---------------------------- | ------------------------------ | --- |
| Ancenis-Saint-Géréon         | Ancenis-Saint-Géréon         | 12                             | Ancenis-Saint-Géréon, Couffé, Loireauxence, Mésanger, Montrelais, Oudon, Pannecé, Le Pin, Pouillé-les-Côteaux, La Roche-Blanche, Vair-sur-Loire, Vallons-de-l'Erdre. |
| La Baule-Escoublac           | La Baule-Escoublac           | 6                              | Batz-sur-Mer, La Baule-Escoublac, Le Croisic, Pornichet, Le Pouliguen, Saint-André-des-Eaux. |
| Blain                        | Blain                        | 14                             | Blain, Bouée, Bouvron, Campbon, La Chapelle-Launay, Cordemais, Le Gâvre, Lavau-sur-Loire, Malville, Prinquiau, Quilly, Saint-Étienne-de-Montluc, Savenay, Le Temple-de-Bretagne. |
| Carquefou                    | Carquefou                    | 4                              | Carquefou, Mauves-sur-Loire, Sainte-Luce-sur-Loire, Thouaré-sur-Loire. |
| La Chapelle-sur-Erdre        | La Chapelle-sur-Erdre        | 6                              | La Chapelle-sur-Erdre, Fay-de-Bretagne, Grandchamp-des-Fontaines, Sucé-sur-Erdre, Treillières, Vigneux-de-Bretagne. |
| Châteaubriant                | Châteaubriant                | 19                             | La Chapelle-Glain, Châteaubriant, Erbray, Fercé, Grand-Auverné, Issé, Juigné-des-Moutiers, Louisfert, La Meilleraye-de-Bretagne, Moisdon-la-Rivière, Noyal-sur-Brutz, Petit-Auverné, Rougé, Ruffigné, Saint-Aubin-des-Châteaux, Saint-Julien-de-Vouvantes, Soudan, Soulvache, Villepot. |
| Clisson                      | Clisson                      | 12                             | Aigrefeuille-sur-Maine, Boussay, Clisson, Gétigné, Gorges, Maisdon-sur-Sèvre, Monnières, La Planche, Remouillé, Saint-Hilaire-de-Clisson, Saint-Lumine-de-Clisson, Vieillevigne. |
| Guémené-Penfao               | Guémené-Penfao               | 19                             | Abbaretz, La Chevallerais, Conquereuil, Derval, La Grigonnais, Guémené-Penfao, Jans, Lusanger, Marsac-sur-Don, Massérac, Mouais, Nozay, Pierric, Puceul, Saffré, Saint-Vincent-des-Landes, Sion-les-Mines, Treffieux, Vay.                                                              |
| Guérande                     | Guérande                     | 10                             | Assérac, La Chapelle-des-Marais, Guérande, Herbignac, Mesquer, Piriac-sur-Mer, Saint-Joachim, Saint-Lyphard, Saint-Molf, La Turballe. |
| Machecoul-Saint-Même         | Machecoul-Saint-Même         | 12 + fraction de Cheix-en-Retz | Chaumes-en-Retz, Cheix-en-Retz, Machecoul-Saint-Même, La Marne, Paulx, Port-Saint-Père, Rouans, Saint-Étienne-de-Mer-Morte, Saint-Hilaire-de-Chaléons, Saint-Mars-de-Coutais, Sainte-Pazanne, Villeneuve-en-Retz, Vue.                                                                  |
| Nantes-1                     | Nantes                       | Fraction de Nantes             | La première partie de Nantes. |
| Nantes-2                     | Nantes                       | Fraction de Nantes             | La deuxième partie de Nantes. |
| Nantes-3                     | Nantes                       | Fraction de Nantes             | La trosième partie de Nantes. |
| Nantes-4                     | Nantes                       | Fraction de Nantes             | La quatrième partie de Nantes. |
| Nantes-5                     | Nantes                       | Fraction de Nantes             | La cinquième partie de Nantes. |
| Nantes-6                     | Nantes                       | Fraction de Nantes             | La sixième partie de Nantes. |
| Nantes-7                     | Nantes                       | Fraction de Nantes             | La dernière partie de Nantes. |
| Nort-sur-Erdre               | Nort-sur-Erdre               | 14                             | Casson, Le Cellier, Héric, Joué-sur-Erdre, Ligné, Mouzeil, Nort-sur-Erdre, Notre-Dame-des-Landes, Petit-Mars, Riaillé, Saint-Mars-du-Désert, Teillé, Les Touches, Trans-sur-Erdre. |
| Pontchâteau                  | Pontchâteau                  | 13                             | Avessac, Crossac, Drefféac, Fégréac, Guenrouet, Missillac, Plessé, Pontchâteau, Saint-Gildas-des-Bois, Saint-Nicolas-de-Redon, Sainte-Anne-sur-Brivet, Sainte-Reine-de-Bretagne, Sévérac.                                                                                               |
| Pornic                       | Pornic                       | 7 + fraction de Cheix-en-Retz  | La Bernerie-en-Retz, Chaumes-en-Retz, Chauvé, Les Moutiers-en-Retz, La Plaine-sur-Mer, Pornic, Préfailles, Saint-Michel-Chef-Chef. |
| Rezé-1                       | Rezé                         | 5 + fraction de Rezé           | Bouaye, Bouguenais, Brains, Saint-Aignan-Grandlieu, Saint-Léger-les-Vignes et la première partie de Rezé. |
| Rezé-2                       | Rezé                         | Fraction de Rezé               | La seconde partie de Rezé. |
| Saint-Brevin-les-Pins        | Saint-Brevin-les-Pins        | 9                              | Corsept, Frossay, La Montagne, Paimbœuf, Le Pellerin, Saint-Brevin-les-Pins, Saint-Jean-de-Boiseau, Saint-Père-en-Retz, Saint-Viaud. |
| Saint-Herblain-1             | Saint-Herblain               | 3 + fraction de Saint-Herblain | Couëron, Indre, Sautron et la première partie de Saint-Herblain. |
| Saint-Herblain-2             | Saint-Herblain               | 1 + fraction de Saint-Herblain | Orvault et la seconde partie de Saint-Herblain. |
| Saint-Nazaire-1              | Saint-Nazaire                | Fraction de Saint-Nazaire      | La première partie de Saint-Nazaire. |
| Saint-Nazaire-2              | Saint-Nazaire                | 5 + fraction de Saint-Nazaire  | Besné, Donges, Montoir-de-Bretagne, Saint-Malo-de-Guersac, Trignac et la seconde partie de Saint-Nazaire. |
| Saint-Philbert-de-Grand-Lieu | Saint-Philbert-de-Grand-Lieu | 12                             | Le Bignon, La Chevrolière, Corcoué-sur-Logne, Geneston, Legé, La Limouzinière, Montbert, Pont-Saint-Martin, Saint-Colomban, Saint-Lumine-de-Coutais, Saint-Philbert-de-Grand-Lieu, Touvois.                                                                                             |
| Saint-Sébastien-sur-Loire    | Saint-Sébastien-sur-Loire    | 3                              | Basse-Goulaine, Haute-Goulaine,Saint-Sébastien-sur-Loire. |
| Vallet                       | Vallet                       | 11                             | La Boissière-du-Doré, La Chapelle-Heulin, Divatte-sur-Loire, Le Landreau, Le Loroux-Bottereau, Mouzillon, Le Pallet, La Regrippière, La Remaudière, Saint-Julien-de-Concelles, Vallet.                                                                                                  |
| Vertou                       | Vertou                       | 5                              | Château-Thébaud, La Haie-Fouassière, Saint-Fiacre-sur-Maine, Les Sorinières, Vertou. |

## Maine-et-Loire (49) - 21 cantons
| Nom                 | Bureau centralisateur | Communes                                                                 | Communes |
| ------------------- | --------------------- | ------------------------------------------------------------------------ | --- |
| Angers-1            | Angers                | Fraction d'Angers                                                        | La première partie d'Angers. |
| Angers-2            | Angers                | 2 + fraction d'Angers                                                    | Bouchemaine, Sainte-Gemmes-sur-Loire et la deuxième partie d'Angers. |
| Angers-3            | Angers                | 7 + fraction d'Angers                                                    | Beaucouzé, Béhuard, Saint-Clément-de-la-Place, Saint-Lambert-la-Potherie, Saint-Léger-de-Linières, Saint-Martin-du-Fouilloux, Savennières et la troisième partie d'Angers. |
| Angers-4            | Angers                | 2 + fraction d'Angers + fraction de Longuenée-en-Anjou                   | Avrillé, Longuenée-en-Anjou, Montreuil-Juigné et la quatrième partie d'Angers. |
| Angers-5            | Angers                | 6 + fraction d'Angers                                                    | Briollay, Cantenay-Épinard, Écouflant, Écuillé, Feneu, Soulaire-et-Bourg et la cinquième partie d'Angers. |
| Angers-6            | Angers                | 12 + fraction d'Angers                                                   | La Chapelle-Saint-Laud, Cornillé-les-Caves, Corzé, Huillé-Lézigné, Jarzé Villages, Marcé, Montreuil-sur-Loir, Rives-du-Loir-en-Anjou, Saint-Barthélemy-d'Anjou, Seiches-sur-le-Loir, Sermaise, Verrières-en-Anjou et la sixième partie d'Angers.                                                                             |
| Angers-7            | Angers                | 5 + fraction d'Angers                                                    | Loire-Authion, La Ménitré, Le Plessis-Grammoire, Sarrigné, Trélazé et la dernière partie d'Angers. |
| Beaufort-en-Anjou   | Beaufort-en-Anjou     | 6                                                                        | Baugé-en-Anjou, Beaufort-en-Anjou, Les Bois d'Anjou, Mazé-Milon, Noyant-Villages, La Pellerine. |
| Beaupréau-en-Mauges | Beaupréau-en-Mauges   | 3                                                                        | Beaupréau-en-Mauges, Bégrolles-en-Mauges, Montrevault-sur-Èvre. |
| Chalonnes-sur-Loire | Chalonnes-sur-Loire   | 12 + fraction d'Erdre-en-Anjou                                           | Bécon-les-Granits, Chalonnes-sur-Loire, Champtocé-sur-Loire, Chaudefonds-sur-Layon, Denée, Erdre-en-Anjou, Ingrandes-Le Fresne sur Loire, La Possonnière, Rochefort-sur-Loire, Saint-Augustin-des-Bois, Saint-Georges-sur-Loire, Saint-Germain-des-Prés, Val d'Erdre-Auxence.                                                |
| Chemillé-en-Anjou   | Chemillé-en-Anjou     | 7                                                                        | Aubigné-sur-Layon, Beaulieu-sur-Layon, Bellevigne-en-Layon, Chemillé-en-Anjou, Mozé-sur-Louet, Terranjou, Val-du-Layon. |
| Cholet-1            | Cholet                | Fraction de Cholet                                                       | La première partie de Cholet. |
| Cholet-2            | Cholet                | 19 + fraction de Cholet                                                  | Cernusson, Les Cerqueux, Chanteloup-les-Bois, Cléré-sur-Layon, Coron, Lys-Haut-Layon, Maulévrier, Mazières-en-Mauges, Montilliers, Nuaillé, Passavant-sur-Layon, La Plaine, Saint-Paul-du-Bois, Somloire, La Tessoualle, Toutlemonde, Trémentines, Vezins, Yzernay et la seconde partie de Cholet.                           |
| Doué-en-Anjou       | Doué-en-Anjou         | 17 + fraction de Brissac Loire Aubance + fraction de Gennes-Val-de-Loire | Antoigné, Bellevigne-les-Châteaux, Brissac Loire Aubance, Brossay, Cizay-la-Madeleine, Le Coudray-Macouard, Courchamps, Dénezé-sous-Doué, Doué-en-Anjou, Épieds, Gennes-Val-de-Loire, Louresse-Rochemenier, Montreuil-Bellay, Le Puy-Notre-Dame, Saint-Just-sur-Dive, Saint-Macaire-du-Bois, Tuffalun, Les Ulmes, Vaudelnay. |
| Longué-Jumelles     | Longué-Jumelles       | 17 + fraction de Gennes-Val-de-Loire                                     | Allonnes, Blou, Brain-sur-Allonnes, La Breille-les-Pins, Courléon, Gennes-Val-de-Loire, La Lande-Chasles, Longué-Jumelles, Mouliherne, Neuillé, Saint-Clément-des-Levées, Saint-Philbert-du-Peuple, Varennes-sur-Loire, Vernantes, Vernoil-le-Fourrier, Villebernier, Vivy.                                                  |
| Mauges-sur-Loire    | Mauges-sur-Loire      | 2                                                                        | Mauges-sur-Loire, Orée d'Anjou. |
| Les Ponts-de-Cé     | Les Ponts-de-Cé       | 7 + fraction de Brissac Loire Aubance                                    | Blaison-Gohier, Brissac Loire Aubance, Les Garennes sur Loire, Mûrs-Erigné, Les Ponts-de-Cé, Saint-Jean-de-la-Croix, Saint-Melaine-sur-Aubance, Soulaines-sur-Aubance. |
| Sèvremoine          | Sèvremoine            | 6                                                                        | Le May-sur-Èvre, La Romagne, Saint-Christophe-du-Bois, Saint-Léger-sous-Cholet, La Séguinière, Sèvremoine. |
| Saumur              | Saumur                | 11                                                                       | Artannes-sur-Thouet, Distré, Fontevraud-l'Abbaye, Montsoreau, Parnay, Rou-Marson, Saumur, Souzay-Champigny, Turquant, Varrains, Verrie. |
| Segré-en-Anjou Bleu | Segré-en-Anjou Bleu   | 11                                                                       | Angrie, Armaillé, Bouillé-Ménard, Bourg-l'Évêque, Candé, Carbay, Challain-la-Potherie, Chazé-sur-Argos, Loiré, Ombrée d'Anjou. |
| Tiercé              | Tiercé                | 19 + fraction d'Erdre-en-Anjou + fraction de Longuenée-en-Anjou          | Baracé, Chambellay, Cheffes, Chenillé-Champteussé, Durtal, Erdre-en-Anjou, Étriché, Grez-Neuville, Les Hauts-d'Anjou, La Jaille-Yvon, Juvardeil, Le Lion-d'Angers, Longuenée-en-Anjou, Miré, Montigné-lès-Rairies, Montreuil-sur-Maine, Morannes sur Sarthe-Daumeray, Les Rairies, Sceaux-d'Anjou, Thorigné-d'Anjou, Tiercé. |

## Mayenne (53) - 17 cantons
| Nom                           | Bureau centralisateur       | Communes                                     | Communes |
| ----------------------------- | --------------------------- | -------------------------------------------- | --- |
| Château-Gontier-sur-Mayenne-1 | Château-Gontier-sur-Mayenne | 12 + fraction de Château-Gontier-sur-Mayenne | Bierné-les-Villages, Châtelain, Château-Gontier-sur-Mayenne, Chemazé, Coudray, Daon, Fromentières, Gennes-Longuefuye, Houssay, Ménil, Origné, La Roche-Neuville, Saint-Denis-d'Anjou. |
| Bonchamp-lès-Laval            | Bonchamp-lès-Laval          | 8                                            | Argentré, Bonchamp-lès-Laval, Châlons-du-Maine, La Chapelle-Anthenaise, Gesnes, Louverné, Montflours, Sacé. |
| Château-Gontier-sur-Mayenne-2 | Château-Gontier-sur-Mayenne | 11 + fraction de Château-Gontier-sur-Mayenne | Bouchamps-lès-Craon, Château-Gontier-sur-Mayenne, Chérancé, Craon, Denazé, Marigné-Peuton, Mée, Niafles, Peuton, Pommerieux, Prée-d'Anjou, Saint-Quentin-les-Anges. |
| Cossé-le-Vivien               | Cossé-le-Vivien             | 29                                           | Astillé, Athée, Ballots, La Boissière, Brains-sur-les-Marches, La Chapelle-Craonnaise, Congrier, Cosmes, Cossé-le-Vivien, Courbeveille, Cuillé, Fontaine-Couverte, Gastines, Laubrières, Livré-la-Touche, Méral, Quelaines-Saint-Gault, Renazé, La Roë, La Rouaudière, Saint-Aignan-sur-Roë, Saint-Erblon, Saint-Martin-du-Limet, Saint-Michel-de-la-Roë, Saint-Poix, Saint-Saturnin-du-Limet, La Selle-Craonnaise, Senonnes, Simplé. |
| Ernée                         | Ernée                       | 15                                           | Andouillé, La Baconnière, La Bigottière, Chailland, La Croixille, Ernée, Juvigné, Larchamp, Montenay, La Pellerine, Saint-Denis-de-Gastines, Saint-Germain-le-Guillaume, Saint-Hilaire-du-Maine, Saint-Pierre-des-Landes, Vautorte. |
| Évron                         | Évron                       | 18                                           | Assé-le-Bérenger, Bais, La Bazouge-des-Alleux, Brée, Champgenéteux, Évron, Hambers, Izé, Livet, Mézangers, Montsûrs, Neau, Saint-Georges-sur-Erve, Saint-Thomas-de-Courceriers, Sainte-Gemmes-le-Robert, Trans, Vimartin-sur-Orthe, Voutré. |
| Gorron                        | Gorron                      | 27                                           | Ambrières-les-Vallées, Brecé, Carelles, Chantrigné, Châtillon-sur-Colmont, Colombiers-du-Plessis, Couesmes-Vaucé, Désertines, La Dorée, Fougerolles-du-Plessis, Gorron, Hercé, Landivy, Lesbois, Levaré, Montaudin, Oisseau, Le Pas, Pontmain, Saint-Aubin-Fosse-Louvain, Saint-Berthevin-la-Tannière, Saint-Ellier-du-Maine, Saint-Loup-du-Gast, Saint-Mars-sur-Colmont, Saint-Mars-sur-la-Futaie, Soucé, Vieuvy. |
| L'Huisserie                   | L'Huisserie                 | 9                                            | Ahuillé, Entrammes, Forcé, L'Huisserie, Louvigné, Montigné-le-Brillant, Nuillé-sur-Vicoin, Parné-sur-Roc, Soulgé-sur-Ouette. |
| Lassay-les-Châteaux           | Lassay-les-Châteaux         | 24                                           | Aron, La Bazoge-Montpinçon, Belgeard, Champéon, La Chapelle-au-Riboul, Charchigné, Commer, Grazay, La Haie-Traversaine, Hardanges, Le Horps, Le Housseau-Brétignolles, Jublains, Lassay-les-Châteaux, Marcillé-la-Ville, Martigné-sur-Mayenne, Montreuil-Poulay, Moulay, Rennes-en-Grenouilles, Le Ribay, Saint-Fraimbault-de-Prières, Saint-Julien-du-Terroux, Sainte-Marie-du-Bois, Thubœuf. |
| Laval-1                       | Laval                       | Fraction de Laval                            | La première partie de Laval. |
| Laval-2                       | Laval                       | Fraction de Laval                            | La deuxième partie de Laval. |
| Laval-3                       | Laval                       | Fraction de Laval                            | La dernière partie de Laval. |
| Loiron-Ruillé                 | Loiron-Ruillé               | 14                                           | Beaulieu-sur-Oudon, Le Bourgneuf-la-Forêt, Bourgon, La Brûlatte, Le Genest-Saint-Isle, La Gravelle, Launay-Villiers, Loiron-Ruillé, Montjean, Olivet, Port-Brillet, Saint-Cyr-le-Gravelais, Saint-Ouën-des-Toits, Saint-Pierre-la-Cour. |
| Mayenne                       | Mayenne                     | 8                                            | Alexain, Contest, Mayenne, Parigné-sur-Braye, Placé, Saint-Baudelle, Saint-Georges-Buttavent, Saint-Germain-d'Anxure. |
| Meslay-du-Maine               | Meslay-du-Maine             | 33                                           | Arquenay, Bannes, La Bazouge-de-Chemeré, Bazougers, Beaumont-Pied-de-Bœuf, Le Bignon-du-Maine, Blandouet-Saint Jean, Bouère, Bouessay, Le Buret, La Chapelle-Rainsouin, Chémeré-le-Roi, Cossé-en-Champagne, La Cropte, Grez-en-Bouère, Maisoncelles-du-Maine, Meslay-du-Maine, Préaux, Ruillé-Froid-Fonds, Saint-Brice, Saint-Charles-la-Forêt, Saint-Denis-du-Maine, Saint-Georges-le-Fléchard, Saint-Léger, Saint-Loup-du-Dorat, Saint-Pierre-sur-Erve, Sainte-Suzanne-et-Chammes, Saulges, Thorigné-en-Charnie, Torcé-Viviers-en-Charnie, Vaiges, Val-du-Maine, Villiers-Charlemagne. |
| Saint-Berthevin               | Saint-Berthevin             | 4                                            | Changé, Saint-Berthevin, Saint-Germain-le-Fouilloux, Saint-Jean-sur-Mayenne. |
| Villaines-la-Juhel            | Villaines-la-Juhel          | 26                                           | Averton, Boulay-les-Ifs, Champfrémont, Chevaigné-du-Maine, Couptrain, Courcité, Crennes-sur-Fraubée, Gesvres, Le Ham, Javron-les-Chapelles, Lignières-Orgères, Loupfougères, Madré, Neuilly-le-Vendin, La Pallu, Pré-en-Pail-Saint-Samson, Ravigny, Saint-Aignan-de-Couptrain, Saint-Aubin-du-Désert, Saint-Calais-du-Désert, Saint-Cyr-en-Pail, Saint-Germain-de-Coulamer, Saint-Mars-du-Désert, Saint-Pierre-des-Nids, Villaines-la-Juhel, Villepail. |

## Sarthe(72) - 21 cantons
| N° | Nom du canton      | Nombre de communes entières | Communes composant le canton |
| -- | ------------------ | --------------------------- | --- |
| 1  | Bonnétable         | 24                          | Ballon, La Bazoge, Beaufay, Bonnétable, Briosne-lès-Sables, Courcebœufs, Courcemont, Courcival, La Guierche, Jauzé, Joué-l'Abbé, Montbizot, Neuville-sur-Sarthe, Nogent-le-Bernard, Rouperroux-le-Coquet, Saint-Georges-du-Rosay, Saint-Jean-d'Assé, Saint-Mars-sous-Ballon, Saint-Pavace, Sainte-Jamme-sur-Sarthe, Souillé, Souligné-sous-Ballon, Teillé, Terrehault. |
| 2  | Changé             | 8                           | Brette-les-Pins, Challes, Champagné, Changé, Parigné-l'Évêque, Saint-Mars-d'Outillé, Sargé-lès-le-Mans, Yvré-l'Évêque. |
| 3  | Montval-sur-Loir   | 29                          | Beaumont-sur-Dême, Beaumont-Pied-de-Bœuf, Chahaignes, La Chapelle-Gaugain, La Chartre-sur-le-Loir, Château-du-Loir, Courdemanche, Dissay-sous-Courcillon, Flée, Le Grand-Lucé, Jupilles, Lavenay, Lavernat, Lhomme, Luceau, Marçon, Montabon, Montreuil-le-Henri, Nogent-sur-Loir, Poncé-sur-le-Loir, Pruillé-l'Éguillé, Ruillé-sur-Loir, Saint-Georges-de-la-Couée, Saint-Pierre-de-Chevillé, Saint-Pierre-du-Lorouër, Saint-Vincent-du-Lorouër, Thoiré-sur-Dinan, Villaines-sous-Lucé, Vouvray-sur-Loir. |
| 4  | Écommoy            | 10                          | Écommoy, Laigné-en-Belin, Marigné-Laillé, Moncé-en-Belin, Mulsanne, Ruaudin, Saint-Biez-en-Belin, Saint-Gervais-en-Belin, Saint-Ouen-en-Belin, Teloché. |
| 5  | La Ferté-Bernard   | 26                          | Avezé, Beillé, Boëssé-le-Sec, La Bosse, Bouër, La Chapelle-du-Bois, La Chapelle-Saint-Rémy, Cherré, Cherreau, Cormes, Dehault, Duneau, La Ferté-Bernard, Le Luart, Préval, Prévelles, Saint-Aubin-des-Coudrais, Saint-Denis-des-Coudrais, Saint-Hilaire-le-Lierru, Saint-Martin-des-Monts, Sceaux-sur-Huisne, Souvigné-sur-Même, Théligny, Tuffé, Villaines-la-Gonais, Vouvray-sur-Huisne. |
| 6  | La Flèche          | 13                          | Arthezé, Bazouges-sur-le-Loir, Bousse, La Chapelle-d'Aligné, Clermont-Créans, Courcelles-la-Forêt, Cré-sur-Loir, Crosmières, La Flèche, Ligron, Mareil-sur-Loir, Thorée-les-Pins, Villaines-sous-Malicorne. |
| 7  | Loué               | 44                          | Amné, Auvers-sous-Montfaucon, Avessé, Bernay-en-Champagne, Brains-sur-Gée, Brûlon, Chantenay-Villedieu, La Chapelle-Saint-Fray, Chassillé, Chemiré-en-Charnie, Chevillé, Conlie, Coulans-sur-Gée, Crannes-en-Champagne, Cures, Degré, Domfront-en-Champagne, Épineu-le-Chevreuil, Fontenay-sur-Vègre, Joué-en-Charnie, Lavardin, Longnes, Loué, Maigné, Mareil-en-Champagne, Mézières-sous-Lavardin, Neuvillalais, Neuvy-en-Champagne, Noyen-sur-Sarthe, Pirmil, Poillé-sur-Vègre, La Quinte, Ruillé-en-Champagne, Saint-Christophe-en-Champagne, Saint-Denis-d'Orques, Saint-Ouen-en-Champagne, Saint-Pierre-des-Bois, Saint-Symphorien, Sainte-Sabine-sur-Longève, Tassé, Tassillé, Tennie, Vallon-sur-Gée, Viré-en-Champagne. |
| 8  | Le Lude            | 23                          | Aubigné-Racan, La Bruère-sur-Loir, Cérans-Foulletourte, La Chapelle-aux-Choux, Château-l'Hermitage, Chenu, Coulongé, Dissé-sous-le-Lude, La Fontaine-Saint-Martin, Luché-Pringé, Le Lude, Mansigné, Mayet, Oizé, Pontvallain, Requeil, Saint-Germain-d'Arcé, Saint-Jean-de-la-Motte, Sarcé, Savigné-sous-le-Lude, Vaas, Verneil-le-Chétif, Yvré-le-Pôlin. |
| 9  | Mamers             | 46                          | Aillières-Beauvoir, Arçonnay, Les Aulneaux, Avesnes-en-Saosnois, Blèves, Champfleur, Chenay, Le Chevain, Commerveil, Congé-sur-Orne, Contilly, Courgains, Dangeul, Dissé-sous-Ballon, Louvigny, Louzes, Lucé-sous-Ballon, Mamers, Marollette, Marolles-les-Braults, Les Mées, Meurcé, Mézières-sur-Ponthouin, Moncé-en-Saosnois, Monhoudou, Nauvay, Neufchâtel-en-Saosnois, Nouans, Panon, Peray, Pizieux, René, Saint-Aignan, Saint-Calez-en-Saosnois, Saint-Cosme-en-Vairais, Saint-Longis, Saint-Paterne, Saint-Pierre-des-Ormes, Saint-Rémy-des-Monts, Saint-Rémy-du-Val, Saint-Vincent-des-Prés, Saosnes, Thoigné, Vezot, Villeneuve-en-Perseigne, Villaines-la-Carelle. |
| 10 | Le Mans-1          | 1 + fraction du Mans        | 1° La commune suivante : Rouillon. 2° La partie de la commune du Mans située à l'ouest d'une ligne définie par l'axe des voies et limites suivantes : depuis la limite territoriale de la commune de La Chapelle-Saint-Aubin, boulevard du Général-Patton, avenue Henri-Pierre-Klotz, ligne de chemin de fer de Paris-Montparnasse à Brest, rue du Pavé, rue des Mûriers, rue Gambetta, quai de l'Amiral-Lalande, cours principal de la Sarthe depuis l'extrémité de la rue Bourdon, jusqu'à la limite territoriale de la commune d'Allonnes. |
| 11 | Le Mans-2          | 4 + fraction du Mans        | 1° Les communes suivantes : Aigné, La Chapelle-Saint-Aubin, La Milesse, Saint-Saturnin. 2° La partie de la commune du Mans située au nord d'une ligne définie par l'axe des voies et limites suivantes : depuis la limite territoriale de la commune de La Chapelle-Saint-Aubin, boulevard du Général-Patton, avenue Henri-Pierre-Klotz, ligne de chemin de fer de Paris-Montparnasse à Brest, rue du Pavé, rue des Mûriers, rue Gambetta, pont Gambetta, cours principal de la Sarthe, jusqu'à la limite territoriale de la commune de La Chapelle-Saint-Aubin. |
| 12 | Le Mans-3          | fraction du Mans            | Partie de la commune du Mans située à l'intérieur d'un périmètre défini par l'axe des voies et limites suivantes : pont Gambetta, cours principal de la Sarthe, ligne droite jusqu'à l'extrémité de l'intersection de la rue Alphonse-Poitevin et de la rue Saint-Pavace, rue Alphonse-Poitevin jusqu'à l'intersection avec la ruelle Sainte-Barbe, rue Henry-Delagenière jusqu'à l'intersection de la ruelle Sainte-Barbe, rue de l'Abbaye-Saint-Vincent, rue de l'Enclos, rue de Bellevue, rue des Maillets, rue des Victimes-du-Nazisme, rue des Pompes, rue de la Rivière, rue Prémartine, rue René-Bardet, rue de l'Eglantine, rue de Cyrus, rue de l'Eventail, rue de la Solitude, chemin de Malpalu, rue Gazonfier, avenue Bollée, boulevard Nicolas-Cugnot, rue de l'Estérel, rue des Pays-Bas, rue de la Bertinière, rue de Mayence, rue de la Mare, avenue Jean-Jaurès, boulevard Emile-Zola, boulevard Robert-Jarry, pont des Tabacs, cours de la Sarthe. |
| 13 | Le Mans-4          | 1 + fraction du Mans        | 1° La commune suivante : Coulaines. 2° La partie de la commune du Mans située à l'est d'une ligne définie par l'axe des voies et limites suivantes : depuis la limite territoriale de la commune de Coulaines, cours principal de la Sarthe, ligne droite jusqu'à l'extrémité de l'intersection de la rue Alphonse-Poitevin et de la rue Saint-Pavace, rue Alphonse-Poitevin jusqu'à l'intersection avec la ruelle Sainte-Barbe, rue Henry-Delagenière jusqu'à l'intersection de la ruelle Sainte-Barbe, rue de l'Abbaye-Saint-Vincent, rue de l'Enclos, rue de Bellevue, rue des Maillets, rue des Victimes-du-Nazisme, rue des Pompes, rue de la Rivière, rue Prémartine, rue René-Bardet, rue de l'Églantine, rue de Cyrus, rue de l'Éventail, rue de la Solitude, chemin de Malpalu, rue Gazonfier, avenue Bollée, boulevard Nicolas-Cugnot, rue de l'Estérel, rue d'Écosse, rue de Danemark, jusqu'à la limite territoriale de la commune d'Yvré-l'Évêque.      |
| 14 | Le Mans-5          | fraction du Mans            | Partie de la commune du Mans située au sud et à l'est d'une ligne définie par l'axe des voies et limites suivantes : depuis la limite territoriale de la commune d'Yvré-l'Evêque, rue de Danemark, rue d’Écosse, rue de l'Estérel, rue des Pays-Bas, rue de la Bertinière, rue de Mayence, rue de la Mare, rue Alfred-de-Musset, rue du Ponceau, ligne de chemin de fer, pont de la Foucaudière, boulevard Pierre-Brossolette, boulevard Jean-Moulin, boulevard Georges-Clemenceau, rue Raymond-Persigan, rue Jean-Bart, rue Sonia-Delaunay, rue Claude-Monet, avenue du Docteur-Jean-Mac, route de Parigné, jusqu'à la limite territoriale de la commune de Changé. |
| 15 | Le Mans-6          | 1 + fraction du Mans        | 1° La commune suivante : Arnage. 2° La partie de la commune du Mans située au sud d'une ligne définie par l'axe des voies et limites suivantes : depuis la limite territoriale de la commune de Changé, route de Parigné, avenue du Docteur-Jean-Mac, rue Claude-Monet, rue Sonia-Delaunay, rue Jean-Bart, rue Raymond-Persigan, boulevard Georges-Clemenceau, boulevard Jean-Moulin, boulevard Pierre-Brossolette, pont de la Foucaudière, rue Denis-Papin, boulevard Jean-Jacques-Rousseau, avenue de Bretagne, ligne de chemin de fer du Mans à Tours, jusqu'à la limite territoriale de la commune d'Arnage. |
| 16 | Le Mans-7          | 6 + fraction du Mans        | 1° Les communes suivantes : Allonnes, Chaufour-Notre-Dame, Fay, Pruillé-le-Chétif, Saint-Georges-du-Bois, Trangé. 2° La partie de la commune du Mans non incluse dans les cantons du Mans-1, du Mans-2, du Mans-3, du Mans-4, du Mans-5 et du Mans-6. |
| 17 | Sablé-sur-Sarthe   | 16                          | Asnières-sur-Vègre, Auvers-le-Hamon, Avoise, Le Bailleul, Courtillers, Dureil, Juigné-sur-Sarthe, Louailles, Notre-Dame-du-Pé, Parcé-sur-Sarthe, Pincé, Précigné, Sablé-sur-Sarthe, Solesmes, Souvigné-sur-Sarthe, Vion. |
| 18 | Saint-Calais       | 37                          | Berfay, Bessé-sur-Braye, Bouloire, Champrond, La Chapelle-Huon, Cogners, Conflans-sur-Anille, Coudrecieux, Courgenard, Dollon, Écorpain, Évaillé, Gréez-sur-Roc, Lamnay, Lavaré, Maisoncelles, Marolles-lès-Saint-Calais, Melleray, Montaillé, Montmirail, Rahay, Saint-Calais, Saint-Gervais-de-Vic, Saint-Jean-des-Échelles, Saint-Maixent, Saint-Mars-de-Locquenay, Saint-Michel-de-Chavaignes, Saint-Ulphace, Sainte-Cérotte, Sainte-Osmane, Semur-en-Vallon, Thorigné-sur-Dué, Tresson, Valennes, Vancé, Vibraye, Volnay. |
| 19 | Savigné-l'Évêque   | 15                          | Ardenay-sur-Mérize, Le Breil-sur-Mérize, Connerré, Fatines, Lombron, Nuillé-le-Jalais, Montfort-le-Gesnois, Saint-Célerin, Saint-Corneille, Saint-Mars-la-Brière, Savigné-l'Évêque, Sillé-le-Philippe, Soulitré, Surfonds, Torcé-en-Vallée. |
| 20 | Sillé-le-Guillaume | 50                          | Ancinnes, Assé-le-Boisne, Assé-le-Riboul, Beaumont-sur-Sarthe, Bérus, Béthon, Bourg-le-Roi, Chérancé, Chérisay, Coulombiers, Crissé, Doucelles, Douillet, Fresnay-sur-Sarthe, Fyé, Gesnes-le-Gandelin, Grandchamp, Le Grez, Juillé, Livet-en-Saosnois, Maresché, Moitron-sur-Sarthe, Montreuil-le-Chétif, Mont-Saint-Jean, Moulins-le-Carbonnel, Neuvillette-en-Charnie, Oisseau-le-Petit, Parennes, Pezé-le-Robert, Piacé, Rouessé-Fontaine, Rouessé-Vassé, Rouez, Saint-Aubin-de-Locquenay, Saint-Christophe-du-Jambet, Saint-Georges-le-Gaultier, Saint-Germain-sur-Sarthe, Saint-Léonard-des-Bois, Saint-Marceau, Saint-Ouen-de-Mimbré, Saint-Paul-le-Gaultier, Saint-Rémy-de-Sillé, Saint-Victeur, Ségrie, Sillé-le-Guillaume, Sougé-le-Ganelon, Thoiré-sous-Contensor, Le Tronchet, Vernie, Vivoin. |
| 21 | La Suze-sur-Sarthe | 15                          | Chemiré-le-Gaudin, Étival-lès-le-Mans, Fercé-sur-Sarthe, Fillé, Guécélard, Louplande, Malicorne-sur-Sarthe, Mézeray, Parigné-le-Pôlin, Roézé-sur-Sarthe, Saint-Jean-du-Bois, Souligné-Flacé, Spay, La Suze-sur-Sarthe, Voivres-lès-le-Mans. |

## Vendée(85) - 17 cantons
| N° | Nom du Canton           | Nombre de communes entières      | Communes composant le canton |
| -- | ----------------------- | -------------------------------- | --- |
| 1  | Aizenay                 | 14                               | Aizenay, Beaufou, Belleville-sur-Vie, La Genétouze, L'Herbergement, Les Lucs-sur-Boulogne, Mormaison, Le Poiré-sur-Vie, Rocheservière, Saint-André-Treize-Voies, Saint-Denis-la-Chevasse, Saint-Philbert-de-Bouaine, Saint-Sulpice-le-Verdon, Saligny |
| 2  | Challans                | 15                               | Apremont, Bois-de-Céné, Challans, La Chapelle-Palluau, Châteauneuf, Falleron, Froidfond, La Garnache, Grand'Landes, Maché, Palluau, Saint-Christophe-du-Ligneron, Saint-Étienne-du-Bois, Saint-Paul-Mont-Penit, Sallertaine |
| 3  | Chantonnay              | 19                               | Boulogne, Le Boupère, Bournezeau, Chantonnay, Les Essarts, La Ferrière, Fougeré, La Merlatière, L'Oie, Rochetrejoux, Saint-Germain-de-Prinçay, Saint-Hilaire-le-Vouhis, Saint-Martin-des-Noyers, Saint-Prouant, Saint-Vincent-Sterlanges, Sainte-Cécile, Sainte-Florence, Sigournais, Thorigny |
| 4  | La Châtaigneraie        | 40                               | Antigny, Bazoges-en-Pareds, Bourneau, Breuil-Barret, La Caillère-Saint-Hilaire, Cezais, La Chapelle-aux-Lys, La Chapelle-Thémer, La Châtaigneraie, Cheffois, L'Hermenault, La Jaudonnière, Loge-Fougereuse, Marillet, Marsais-Sainte-Radégonde, Menomblet, Mouilleron-en-Pareds, Petosse, La Réorthe, Saint-Aubin-la-Plaine, Saint-Cyr-des-Gâts, Saint-Étienne-de-Brillouet, Saint-Germain-l'Aiguiller, Saint-Hilaire-de-Voust, Saint-Jean-de-Beugné, Saint-Juire-Champgillon, Saint-Laurent-de-la-Salle, Saint-Martin-des-Fontaines, Saint-Martin-Lars-en-Sainte-Hermine, Saint-Maurice-des-Noues, Saint-Maurice-le-Girard, Saint-Pierre-du-Chemin, Saint-Sulpice-en-Pareds, Saint-Valérien, Sainte-Hermine, SérignéLa Tardière, Thiré, Thouarsais-Bouildroux, Vouvant |
| 5  | Fontenay-le-Comte       | 32                               | Auzay, Benet, Bouillé-Courdault, Chaix, Damvix, Doix, Faymoreau, Fontaines, Fontenay-le-Comte, Foussais-Payré, Le Langon, Liez, Longèves, Maillé, Maillezais, Le Mazeau, Mervent, Montreuil, Nieul-sur-l'Autise, L'Orbrie, Oulmes, Pissotte, Le Poiré-sur-Velluire, Puy-de-Serre, Saint-Hilaire-des-Loges, Saint-Martin-de-Fraigneau, Saint-Michel-le-Cloucq, Saint-Pierre-le-Vieux, Saint-Sigismond, Velluire, Vix, Xanton-Chassenon |
| 6  | Les Herbiers            | 17                               | Les Châtelliers-Châteaumur, Chavagnes-les-Redoux, Les Epesses, La Flocellière, Les Herbiers, La Meilleraie-Tillay, Monsireigne, Montournais, Mouchamps, La Pommeraie-sur-Sèvre, Pouzauges, Réaumur, Saint-Mars-la-Réorthe, Saint-Mesmin, Saint-Michel-Mont-Mercure, Saint-Paul-en-Pareds, Tallud-Sainte-Gemme |
| 7  | L'Île-d'Yeu             | 1                                | L'Île-d'Yeu |
| 8  | Luçon                   | 21                               | Chaillé-les-Marais, Champagné-les-Marais, Chasnais, Grues, Le Gué-de-Velluire, L'Île-d'Elle, Lairoux, Luçon, Les Magnils-Reigniers, Moreilles, Mouzeuil-Saint-Martin, Nalliers, Pouillé, Puyravault, Saint-Denis-du-Payré, Saint-Michel-en-l'Herm, Sainte-Gemme-la-Plaine, Sainte-Radégonde-des-Noyers, La Taillée, Triaize, Vouillé-les-Marais |
| 9  | Mareuil-sur-Lay-Dissais | 28                               | L'Aiguillon-sur-Mer, Angles, Bessay, La Boissière-des-Landes, La Bretonnière-la-Claye, Chaillé-sous-les-Ormeaux, Le Champ-Saint-Père, Château-Guibert, Corpe, La Couture, Curzon, La Faute-sur-Mer, Le Givre, La Jonchère, Mareuil-sur-Lay-Dissais, Moutiers-les-Mauxfaits, Moutiers-sur-le-Lay, Péault, Les Pineaux, Rosnay, Saint-Avaugourd-des-Landes, Saint-Benoist-sur-Mer, Saint-Cyr-en-Talmondais, Saint-Florent-des-Bois, Saint-Vincent-sur-Graon, Sainte-Pexine, Le Tablier, La Tranche-sur-Mer |
| 10 | Montaigu                | 17                               | Bazoges-en-Paillers, La Boissière-de-Montaigu, Boufféré, Les Brouzils, Chauché, Chavagnes-en-Paillers, La Copechagnière, La Guyonnière, Mesnard-la-Barotière, Montaigu, La Rabatelière, Saint-André-Goule-d'Oie, Saint-Fulgent, Saint-Georges-de-Montaigu, Saint-Hilaire-de-Loulay, Treize-Septiers, Vendrennes |
| 11 | Mortagne-sur-Sèvre      | 16                               | Beaurepaire, La Bernardière, La Bruffière, Chambretaud, Cugand, La Gaubretière, Les Landes-Genusson, Mallièvre, Mortagne-sur-Sèvre, Saint-Aubin-des-Ormeaux, Saint-Laurent-sur-Sèvre, Saint-Malô-du-Bois, Saint-Martin-des-Tilleuls, Tiffauges, Treize-Vents, La Verrie |
| 12 | La Roche-sur-Yon-1      | 4 + fraction de La Roche-sur-Yon | 1° Les communes suivantes : Dompierre-sur-Yon, Landeronde, Mouilleron-le-Captif, Venansault ; 2° La partie de la commune de La Roche-sur-Yon située au nord d'une ligne définie par l'axe des voies et limites suivantes : à partir de la limite territoriale de la commune de La Ferrière, route départementale 160, rue François-René-de-Chateaubriand, rue Georges-Pompidou, rue du Président-de-Gaulle, place Napoléon, rue Georges-Clemenceau, place de la Vendée, rue Raymond-Poincaré, rue Roger-Salengro, rue des Sables, route des Sables-d'Olonne, route départementale 760, jusqu'à la limite territoriale de la commune des Clouzeaux. |
| 13 | La Roche-sur-Yon-2      | 4 + fraction de La Roche-sur-Yon | 1° Les communes suivantes : Aubigny, La Chaize-le-Vicomte, Les Clouzeaux, Nesmy ; 2° La partie de la commune de La Roche-sur-Yon non incluse dans le canton de La Roche-sur-Yon-1 |
| 14 | Les Sables-d'Olonne     | 3                                | Château-d'Olonne, Olonne-sur-Mer, Les Sables-d'Olonne |
| 15 | Saint-Hilaire-de-Riez   | 13                               | L'Aiguillon-sur-Vie, Brem-sur-Mer, Bretignolles-sur-Mer, La Chaize-Giraud, Coëx, Commequiers, Le Fenouiller, Givrand, Landevieille, Saint-Gilles-Croix-de-Vie, Saint-Hilaire-de-Riez, Saint-Maixent-sur-Vie, Saint-Révérend |
| 16 | Saint-Jean-de-Monts     | 14                               | Barbâtre, La Barre-de-Monts, Beauvoir-sur-Mer, Bouin, L'Épine, La Guérinière, Noirmoutier-en-l'Île, Notre-Dame-de-Monts, Notre-Dame-de-Riez, Le Perrier, Saint-Gervais, Saint-Jean-de-Monts, Saint-Urbain, Soullans |
| 17 | Talmont-Saint-Hilaire   | 23                               | Avrillé, Beaulieu-sous-la-Roche, Le Bernard, La Chapelle-Achard, La Chapelle-Hermier, Le Girouard, Grosbreuil, L'Île-d'Olonne, Jard-sur-Mer, Longeville-sur-Mer, Martinet, La Mothe-Achard, Nieul-le-Dolent, Poiroux, Saint-Georges-de-Pointindoux, Saint-Hilaire-la-Forêt, Saint-Julien-des-Landes, Saint-Mathurin, Saint-Vincent-sur-Jard, Sainte-Flaive-des-Loups, Sainte-Foy, Talmont-Saint-Hilaire, Vairé |

### Loire-Atlantique
1. ↑  Partie de la commune de Nantes située à l'intérieur du périmètre défini par l'axe des voies et limites suivantes : rue Sarrazin, rue Fredureau, rue Yves-Bodiguel, place Viarme, rue des Hauts-Pavés, place de la Fontaine-Morgane, rue du Bourget, rue de Miséricorde, rue Gabriel-Luneau, rue Charles-Monselet, place Anatole-France, boulevard Meusnier-de-Querlon, boulevard des Anglais, boulevard Lelasseur, boulevard des Frères-de-Goncourt, boulevard Gabriel-Lauriol, boulevard du Petit-Port, cours du Cens, cours de l'Erdre, pont du Général-de-la-Motte-Rouge, place Waldeck-Rousseau, rue Desaix, rue François-Farineau, rue de la Béraudière, rue de l'Amiral-Ronarc'h, avenue Chanzy, rue du Général-Buat, rue de Courson, rue Gaston-Turpin, rue de Coulmiers, rue d'Aurelle-de-Paladines, rue des Rochettes, avenue Ludovic-Cormerais, ligne droite dans le prolongement de l'avenue Ludovic-Cormerais, impasse Philibert, rue de Coulmiers, boulevard de Stalingrad, ligne de tramway, cours du Commandant-d'Estienne-d'Orves, place Neptune, cours Franklin-Roosevelt, cours des Cinquante-Otages, rue de Feltre, rue du Calvaire, rue La Fayette, place Aristide-Briand, rue Mercœur, rue Jean-Jaurès.
2. ↑  Partie de la commune de Nantes située à l'intérieur du périmètre défini par l'axe des voies et limites suivantes : cours de la Loire (bras de la Madeleine), canal Saint-Félix, quai Malakoff, pont de la Rotonde, cours John-Kennedy, boulevard de Stalingrad, rue de Coulmiers, impasse Philibert, ligne droite dans le prolongement de l'avenue Ludovic-Cormerais, avenue Ludovic-Cormerais, rue des Rochettes, rue d'Aurelle-de-Paladines, rue de Coulmiers, rue Gaston-Turpin, rue de Courson, rue du Général-Buat, avenue Chanzy, rue de l'Amiral-Ronarc'h, rue de la Béraudière, rue François-Farineau, rue Desaix, place Waldeck-Rousseau, pont du Général-de-la-Motte-Rouge, cours de l'Erdre, chemin de halage, rue du Port-Boyer, rue de la Cornouaille, rond-point des Combattants-d'Indochine, rue des Marsauderies, rue du Croissant, rue des Maraîchers, rue du Petit-Bel-Air, rue du Croissant, route de Sainte-Luce, rue Jean-Julien-Lemordant, rue Joseph-Doury, ligne droite dans le prolongement de l'avenue Praud, avenue Praud, boulevard Auguste-Peneau, rue de la Pâture, ligne de chemin de fer, jusqu'à la limite territoriale de la commune de Sainte-Luce-sur-Loire.
3. ↑  Partie de la commune de Nantes située au sud d'une ligne définie par l'axe des voies et limites suivantes : cours de la Loire (bras de la Madeleine), pont Anne-de-Bretagne, quai de la Fosse, rue Charles-Brunellière, place René-Bouhier, rue Lamoricière, rue de Gigant, rue Marie-Anne-du-Bocage, rue Harouys, rue Faustin-Hélie, rue Mercœur, place Aristide-Briand, rue La Fayette, rue du Calvaire, rue de Feltre, cours des Cinquante-Otages, cours Franklin-Roosevelt, place Neptune, cours du Commandant-d'Estienne d'Orves, ligne de tramway, pont de la Rotonde, quai Malakoff, canal Saint-Félix, cours de la Loire (bras de la Madeleine).
4. ↑  Partie de la commune de Nantes située au sud d'une ligne définie par l'axe des voies et limites suivantes : depuis la limite territoriale de la commune de Saint-Herblain, boulevard Émile-Romanet, rue du Jamet, rue Jean-Olivesi, rue Lucien-Aubert, rue Romain-Rolland, rue Firmin-Colas, rue de l'Etang, boulevard Jean-Moulin, rue des Alouettes, rue du Bois-Hardy, rue du Moulin-de-l'Abbaye, rue des Pavillons, rue du Bois-Hercé, boulevard Léon-Jouhaux, boulevard René-Coty, rue de l'Amiral-du-Chaffault, rue de Plaisance, rue de la Montagne, boulevard Pasteur, chemin Guilbaud, rue Nicolas-Appert, rue Renan, chemin des Rivières, avenue du Midi, rue Littré, rue Bouchaud, rue du Coteau, rue Bouchaud, rue des Dervallières, rue Francis-Merlant, rue George-Sand, boulevard Luc-Olivier-Merson, place Anatole-France, rue Charles-Monselet, rue Gabriel-Luneau, rue de Miséricorde, rue du Bourget, place de la Fontaine-Morgane, rue des Hauts-Pavés, place Viarme, rue Yves-Bodiguel, rue Fredureau, rue Sarrazin, rue Jean-Jaurès, rue Faustin-Hélie, rue Harouys, rue Marie-Anne-du-Bocage, rue de Gigant, rue Lamoricière, place René-Bouhier, rue Charles-Brunellière, quai de la Fosse, pont Anne-de-Bretagne, cours de la Loire (bras de la Madeleine).
5. ↑  Partie de la commune de Nantes située au nord d'une ligne définie par l'axe des voies et limites suivantes : depuis la limite territoriale de la commune de Saint-Herblain, boulevard Emile-Romanet, rue du Jamet, rue Jean-Olivesi, rue Lucien-Aubert, rue Romain-Rolland, rue Firmin-Colas, rue de l'Etang, boulevard Jean-Moulin, rue des Alouettes, rue du Bois-Hardy, rue du Moulin-de-l'Abbaye, rue des Pavillons, rue du Bois-Hercé, boulevard Léon-Jouhaux, boulevard René-Coty, rue de l'Amiral-du-Chaffault, rue de Plaisance, rue de la Montagne, boulevard Pasteur, chemin Guilbaud, rue Nicolas-Appert, rue Renan, chemin des Rivières, avenue du Midi, rue Littré, rue Bouchaud, rue du Coteau, rue Bouchaud, rue des Dervallières, rue Francis-Merlant, rue George-Sand, boulevard Luc-Olivier-Merson, boulevard Meusnier-de-Querlon, boulevard des Anglais, rue Chanoine-Larose, rue Georges-Méliès, rue de la Maison-Blanche, jusqu'à la limite territoriale de la commune de Saint-Herblain.
6. ↑  Partie de la commune de Nantes située au nord d'une ligne définie par l'axe des voies et limites suivantes : depuis la limite territoriale de la commune de Saint-Herblain, rue de la Maison-Blanche, rue Georges-Méliès, rue Chanoine-Larose, boulevard des Anglais, boulevard Le-Lasseur, rond-point de Rennes, boulevard des Frères-de-Goncourt, boulevard Gabriel-Lauriol, boulevard du Petit-Port, cours du Cens, cours de l'Erdre, jusqu'à la limite territoriale de la commune de La Chapelle-sur-Erdre.
7. ↑  Partie de la commune de Nantes non incluse dans les cantons de Nantes-1, Nantes-2, Nantes-3, Nantes-4, Nantes-5 et Nantes-6.
8. ↑  La partie de la commune de Rezé située au nord d'une ligne définie par l'axe des voies et limites suivantes : depuis la limite territoriale de la commune de Bouguenais, ligne de chemin de fer, rue Victor-Hugo, rue Henri-Barbusse, rue du Port-aux-Blés, rue Émile-Zola, boulevard du Général-de-Gaulle, jusqu'à la limite territoriale de la commune de Nantes.
9. ↑  Partie de la commune de Rezé non incluse dans le canton de Rezé-1.
10. ↑  La partie de la commune de Saint-Herblain située à l'ouest d'une ligne définie par l'axe des voies et limites suivantes : depuis la limite territoriale de la commune d'Indre, quai Emile-Cormerais, rue du Plessis-Bouchet, rue du Souvenir-Français, chemin du Vigneau, rue Vasco-de-Gama, place Magellan, rue Christophe-Colomb, impasse Charles-Trenet, rue François-Rabelais, allée Prosper-Mérimée, avenue Louis-Guilloux, boulevard du Val-de-la-Chézine, rue Paul-Dukas, ligne droite dans le prolongement de la rue du Congo, allée Jean-Philippe-Rameau, allée Antonio-Vivaldi, avenue des Naudières, avenue des Bergeronnettes, avenue des Rouges-Gorges, avenue des Roitelets, avenue de Cheverny, avenue des Thébaudières, jusqu'à la limite territoriale de la commune d'Orvault.
11. ↑  La partie de la commune de Saint-Herblain non incluse dans le canton de Saint-Herblain-1.
12. ↑  Partie de la commune de Saint-Nazaire non incluse dans le canton de Saint-Nazaire-2.
13. ↑  La partie de la commune de Saint-Nazaire située à l'est d'une ligne définie par l'axe des voies et limites suivantes : à partir de la limite territoriale de la commune de Trignac et du cours du Brivet, ligne de chemin de fer de Paris à La Baule, boulevard Louis-Antoine-de-Bougainville, rue Charles-Longuet, route de Guindreff, rue Albert-Camus, boulevard de l'Hôpital, rue Louis-Joseph-Gay-Lussac, rue Michel-Faraday, boulevard Jean-Mermoz, rue du Commandant-Gustave-Gâté, rue du Général-de-Gaulle, avenue de la République, rue de la Paix et des Arts, rue Roger-Salengro, rue de Saintonge, rue du Dolmen, rue de Stalingrad, place de l'Industrie, rue Henri-Gautier, rue des Frères-Pereire, boulevard Paul-Leferme, avenue du Pertuis, avenue des Frégates, médiane de la forme écluse Joubert, jusqu'au rivage de la Loire.

### Maine-et-Loire
1. ↑  Partie de la commune d'Angers située à l'intérieur du périmètre défini par l'axe des voies et limites suivantes :  cours de la Maine, pont de la Haute-Chaîne, boulevard Ayrault, boulevard Carnot, rue Pierre-Lise, avenue Montaigne jusqu'à la limite territoriale de la commune de Saint-Barthélemy-d'Anjou, rue du Grand-Montrejeau, chemin de Villechien, rocade Est, boulevard d'Estienne-d'Orves, boulevard Jacques-Millot, boulevard Joseph-Bédier, avenue de-Lattre-de-Tassigny, rue Auguste-Blandeau, rue du Docteur-Guichard, boulevard de Strasbourg, boulevard Yvonne-Poirel, rue Moirin, rue Eblé, boulevard Yvonne-Poirel, pont Noir, rue Jacques-Bordier, boulevard Marc-Leclerc, rond-point de la Baumette, boulevard Olivier-Couffon, ligne droite dans le prolongement de la rue Faidherbe jusqu'au cours de la Maine, cours de la Maine.
2. ↑  La partie de la commune d'Angers située au sud et à l'ouest d'une ligne définie par l'axe des voies et limites suivantes : depuis la limite territoriale de la commune de Beaucouzé, route départementale 323, cours de la Maine, ligne droite dans le prolongement de la rue Faidherbe, boulevard Olivier-Couffon, rond-point de la Baumette, boulevard Marc-Leclerc, rue Jacques-Bordier, pont Noir, boulevard Yvonne-Poirel, rue Eblé, rue Moirin, boulevard Yvonne-Poirel, boulevard de Strasbourg, rue du Docteur-Guichard, rue Auguste-Blandeau, avenue de-Lattre-de-Tassigny et son prolongement en ligne droite, jusqu'à la limite territoriale de la commune des Ponts-de-Cé.
3. ↑  La partie de la commune d'Angers située à l'ouest d'une ligne définie par l'axe des voies et limites suivantes : depuis la limite territoriale de la commune d'Avrillé, avenue René-Gasnier, rue Saint-Lazare, place du Docteur-Bichon, boulevard Georges-Clemenceau, boulevard Descazeaux, place de la Laiterie, rue Beaurepaire, pont de Verdun, cours de la Maine, route départementale 323, jusqu'à la limite territoriale de la commune de Beaucouzé.
4. ↑  La partie de la commune d'Angers située au nord et à l'ouest d'une ligne définie par l'axe des voies et limites suivantes : depuis la limite territoriale de la commune de Cantenay-Épinard, cours de la Mayenne, cours de la Maine, pont de Verdun, rue Beaurepaire, boulevard Descazeaux, place de la Laiterie, boulevard Georges-Clemenceau, place du Docteur-Bichon, rue Saint-Lazare, avenue René-Gasnier, jusqu'à la limite territoriale de la commune d'Avrillé.
5. ↑  La commune d'Angers située au nord d'une ligne définie par l'axe des voies et limites suivantes : depuis la limite territoriale de la commune d'Écouflant, avenue Victor-Chatenay, avenue Pasteur, rue Émile-Blavier, rue de Jérusalem, rue Édouard-et-Renée-Cœffard, boulevard des Deux-Croix, rue Joseh-Cussoneau, avenue Montaigne, rue Pierre-Lise, boulevard Saint-Michel, boulevard Carnot, boulevard Ayrault, pont de la Haute-Chaîne, cours de la Maine, cours de la Mayenne, jusqu'à la limite territoriale de la commune de Cantenay-Épinard.
6. ↑  La partie de la commune d'Angers située à l'est d'une ligne définie par l'axe des voies et limites suivantes : depuis la limite territoriale de la commune de Saint-Barthélemy-d'Anjou, avenue Victor-Chatenay, avenue Pasteur, rue Émile-Blavier, rue de Jérusalem, rue Édouard-et-Renée-Cœffard, boulevard des Deux-Croix, rue Joseph-Cussonneau, avenue Montaigne, jusqu'à la limite territoriale de la commune de Saint-Barthélemy-d'Anjou.
7. ↑  La partie de la commune d'Angers non incluse dans les cantons d'Angers-1, d'Angers-2, d'Angers-3, d'Angers-4, d'Angers-5 et d'Angers-6.
8. ↑  Partie de la commune de Cholet située à l'ouest et au sud d'une ligne définie par l'axe des voies et limites suivantes : depuis la limite territoriale de la commune de Saint-Léger-sous-Cholet, chemin communal n° 5, rue Charles-Lindbergh, boulevard des Bois-Lavau (route départementale 13), boulevard du Pont-de-Pierre, boulevard Hérault, place de la République, boulevard Gustave-Richard, rue Nationale, rue Sadi-Carnot, rue de Lorraine, rue de Maulévrier (route départementale 20), jusqu'à la limite territoriale de la commune de Mazières-en-Mauges.
9. ↑  La partie de la commune de Cholet non incluse dans le canton de Cholet-1.

### Mayenne
1. ↑  Partie de la commune de Laval située à l'ouest et au sud d'une ligne définie par l'axe des voies et limites suivantes : depuis la limite territoriale de la commune de Saint-Berthevin, rue de Bretagne, rue du Général-de-Gaulle, place du 11-Novembre, rue de Verdun, cours de la Mayenne, Pont-Vieux, quai Albert-Goupil, quai d'Avenières, cours de la Mayenne, rue de la Cale, rue Victor-Boissel, boulevard Francis-Le-Basser, rue Oudinot, rue Marceau, rue de la Chartrière, rue Bessières, rond-point, boulevard Kellermann, avenue Kléber, avenue de Tours, route de Tours, jusqu'à la limite territoriale de la commune de Forcé.
2. ↑  Partie de la commune de Laval située à l'ouest et au nord d'une ligne définie par l'axe des voies et limites suivantes : depuis la limite territoriale de la commune de Saint-Berthevin, rue de Bretagne, rue du Général-de-Gaulle, place du 11-Novembre, rue de Verdun, cours de la Mayenne, pont Aristide-Briand, rue de la Paix, rue de Paris, boulevard Félix-Grat, avenue Robert-Buron, rue de l'Alma, rue de Solférino, rue du Stade, avenue Pierre-de-Coubertin, rue Christian-d'Elva, place Georges-Macé, jusqu'à la limite territoriale de la commune de Changé.
3. ↑  Partie de la commune de Laval non incluse dans les cantons de Laval-1 et de Laval-2.

### Communes nouvelles séparées dans plusieurs cantons
1. 1 2  À la suite de la création de la commune nouvelle de Chaumes-en-Retz, les deux anciennes communes restent dans leurs cantons d'avant fusion.
2. ↑  Partie de la commune nouvelle de Chaumes-en-Retz appartenant à l'ancienne commune de Chéméré.
3. ↑  Partie de la commune nouvelle de Chaumes-en-Retz appartenant à l'ancienne commune d'Arthon-en-Retz.
4. 1 2  À la suite de la création de la commune nouvelle de Longuenée-en-Anjou, les quatre anciennes communes restent dans leurs cantons d'avant fusion.
5. ↑  Partie de la commune nouvelle de Brissac Loire Aubance appartenant aux anciennes communes de La Membrolle-sur-Longuenée, La Meignanne et Le Plessis-Macé.
6. 1 2  À la suite de la création de la commune nouvelle d'Erdre-en-Anjou, les quatre anciennes communes restent dans leurs cantons d'avant fusion.
7. ↑  Partie de la commune nouvelle d'Erdre-en-Anjou appartenant à l'ancienne commune de La Pouëze.
8. 1 2  À la suite de la création de la commune nouvelle de Brissac Loire Aubance, les dix anciennes communes restent dans leurs cantons d'avant fusion.
9. 1 2  À la suite de la création de la commune nouvelle de Gennes-Val-de-Loire, les sept anciennes communes restent dans leurs cantons d'avant fusion.
10. ↑  Partie de la commune nouvelle de Brissac Loire Aubance appartenant aux anciennes communes de Chemellier et Coutures.
11. ↑  Partie de la commune nouvelle de Gennes-Val-de-Loire appartenant aux anciennes communes de Chênehutte-Trèves-Cunault, Gennes, Grézillé, Saint-Georges-des-Sept-Voies et Le Thoureil.
12. ↑  Partie de la commune nouvelle de Gennes-Val-de-Loire appartenant aux anciennes communes des Rosiers-sur-Loire et Saint-Martin-de-la-Place.
13. ↑  Partie de la commune nouvelle de Brissac Loire Aubance appartenant aux anciennes communes de Brissac-Quincé, Les Alleuds, Charcé-Saint-Ellier-sur-Aubance, Luigné, Saint-Rémy-la-Varenne, Saint-Saturnin-sur-Loire, Saulgé-l'Hôpital et Vauchrétien.
14. ↑  Partie de la commune nouvelle d'Erdre-en-Anjou appartenant aux anciennes communes de Vern-d'Anjou, Brain-sur-Longuenée et Gené.
15. ↑  Partie de la commune nouvelle d'Erdre-en-Anjou appartenant à l'ancienne commune de Pruillé.
16. 1 2  À la suite de la création de la commune nouvelle de Château-Gontier-sur-Mayenne, les trois anciennes communes restent dans leurs cantons d'avant fusion.
17. ↑  Partie de la commune nouvelle de Château-Gontier-sur-Mayenne appartenant aux anciennes communes d'Azé et Saint-Fort.
18. ↑  Partie de la commune nouvelle de Château-Gontier-sur-Mayenne appartenant à l'ancienne commune de Château-Gontier.